# Winthemia venustoides
Winthemia venustoides là một loài ruồi trong họ Tachinidae.